# Panicum parcum
Panicum parcum är en gräsart som beskrevs av Albert Spear Hitchcock och Mary Agnes Chase. Panicum parcum ingår i släktet vipphirser, och familjen gräs. Inga underarter finns listade i Catalogue of Life.